# 자연국경론

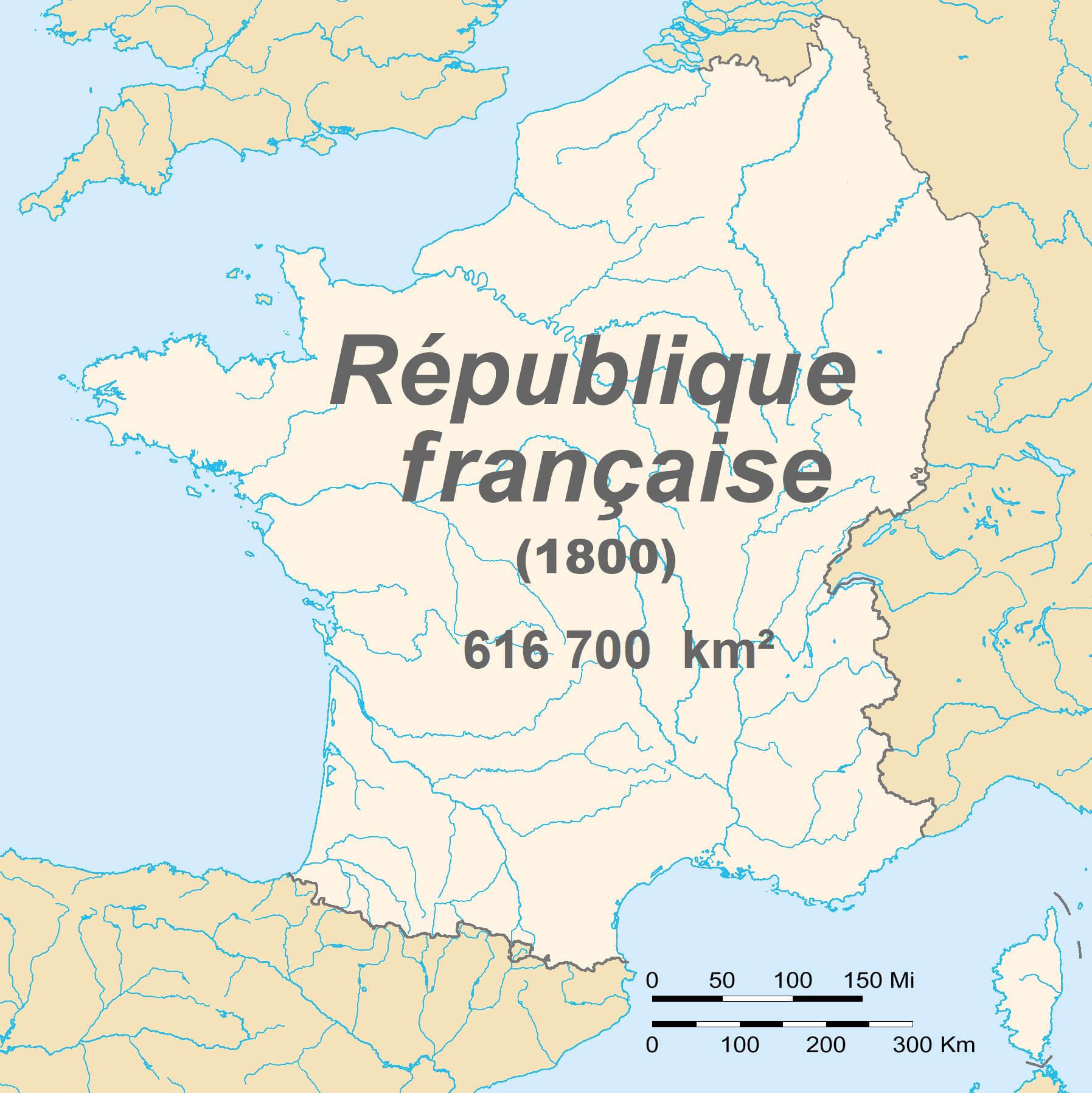
소위 "자연국경"에 근접한 1800년의 프랑스 제1공화국 강역.

자연국경론(프랑스어: Frontières naturelles)은 프랑스에서, 특히 프랑스 혁명 시기에 만들어진 정치지리적 이론이다. 라인강, 대서양, 지중해, 피레네산맥, 알프스산맥이라는 자연지물로 둘러싸인 영역이 프랑스 민족의 거주지역이며, 고로 이 영역을 모두 프랑스의 영토로 편입시켜 자연지물을 국경으로 삼아야 한다는 주장으로 요약된다.
오늘날의 역사학자들은 자연국경론이 역사적 신화라고 판단한다. 심지어 프랑스인 역사학자들 역시 그러하다. 다른 역사적 신화들이 그러하듯 자연국경론 역시 국민국가 프랑스의 국민 정체성 형성을 위해 만들어진 것이다.

## 같이 보기
- 갈리아 벨기카
- 레벤스라움
- 민족통일주의